# Tera di Solo y suave biento
El Himno de Bonaire (en papiamento: Tera di Solo y suave biento, que quiere decir "Tierra de sol y suave viento" o Himno di Bonaire) es el himno oficial de la isla caribeña de Bonaire, un municipio especial de los Países Bajos en el Mar Caribe. La letra están en el idioma local conocido como papiamento. También fue el himno de las Antillas Neerlandesas desde 1964 hasta el 2000 .

## Papiamento
Tera di Solo i suave bientu
Patria orguyoso Sali foi laman
Pueblo humilde i sèmper kontentu
Di un kondukta tur parti gaba
Pues lage nos trata tur dia
Pa sèmper nos Boneiru ta menta
Pa nos kanta den bon armonia
Dushi Boneiru nos tera stima
Laga nos tur como Boneiriano
Uni nos kanto i alsa nos bos
Nos ku ta yiu di un pueblo sano
Sèmper contentu sperando den Dios
Ningun poder no por kita e afekto
Ku nos ta sinti pa e isla di nos
Maske chikitu ku su defekto,
Nos ta stimele ariba tur kos!

## Español
Tierra de sol y suave viento,
Patria orgullosa salida del mar
Pueblo humilde y siempre contento
De una conducta que todos admiran
Permitidnos afanar todo el día,
Y tener siempre a Bonaire en la mente
Para cantar en perfecta armonía:
Amado Bonaire, nuestra patria querida
Permitid a todo Bonaireano,
Unid su canto y alzad su voz
Nosotros como hijos de una raza sana
Siempre contentos esperando a Dios
Ningún poder logrará arrancarnos el afecto
Que sentimos por nuestro terruño
Aunque pequeño y con sus defectos,
¡Nosotros le amamos cada rincón!

## Neerlandés
Land van zon en zachte bries
Trots land verrezen uit de zee
Bescheiden volk, altijd tevreden
Zich altijd dapper werend
Laat ons elke dag proberen
Bonaire bekend te maken
En we zingen in goede harmonie:
Heerlijk Bonaire, ons geliefd vaderland
Laat ons alleen als Bonaireanen
Allemaal zingen en onze stemmen verheffen
Wij, als kinderen van een gezond ras,
Altijd gelukkig, gelovend in God
Geen kracht kan ons deze liefde afnemen
Zoals wij die voelen voor ons eiland
Ondanks dat het klein is en niet volmaakt,
¡Wij houden ervan boven alles!